# Neippergové
Neippergové (německy /von/ Neipperg) jsou starý šlechtický rod původem ze Švábska. Roku 1726 byl povýšen do říšského hraběcího stavu. Rod se řadí mezi vyšší šlechtu. Jednou z vedlejších linií rodu je knížecí rodina Montenuovo. Hlavní linie rodu žije dodnes a angažuje se především ve vinařství. 

## Historie
Rodina původně sloužila württemberským vladařům, okolo roku 1700 přešla do služeb Habsburků, kde řada jejích příslušníků zastávala významné úřady. Počátky rodu sahají do 12. století na hrad Neipperg. Tento původně rytířský rod byla roku 1672 povýšena do stavu svobodných pánů. 5. února roku 1726 pak císař Karel VI. povýšil rod do říšského hraběcího stavu.
V 18. století byl nejznámějším představitelem Neippergů rakouský polní maršál Vilém Reinhard z Neippergu, který bojoval ve slezských válkách.

## Linie Montenuovo
Děti z morganatického sňatku Adama Alberta hraběte Neipperga a vdovy po Napoleonu Bonaparte Marie Louisy přijaly jméno Montenuovo, což je volný italský překlad staroněmeckého Neipperg (moderní němčinou Neuberg, tj. „nová hora“). Tato větev získala roku 1864 rakouský knížecí titul.

## Osobnosti rodu
- Eberhard Bedřich z Neippergu (1656–1725), císařský polní maršál
- Vilém Reinhard z Neippergu (1684–1774), polní maršál rakouské císařské armády, syn Eberharda
- Adam Albert z Neippergu (1775–1829), rakouský generál a státník, vnuk Viléma
- Ervín z Neippergu (1813–1897), generál rakouského jezdectva,
- Vilém Albrecht Montenuovo (1819–1895), rakouský generál, syn Adama Alberta a jednokrevný bratr Ervína, vnuk císaře Františka I. a nevlastní bratr Napoleona II.
- Reinhard z Neippergu (1856–1919), politik říšského sněmu, syn Ervína
- Antonín Arnošt z Neippergu (1883–1947), německý politik, syn Reinharda
- Josef Hubert z Neippergu (1918–2020), syn Antonína Arnošta

## Rod Neippergů ve 21. století
Na začátku tohoto století byl hlavou rodu Josef Hubert, který se dožil věku 102 let. Po jeho smrti v roce 2020 se jeho nástupcem stal nejstarší syn Karel Evžen (* 1951 Schwaigern), který převzal správu majetku ve Schwaigernu a okolí a je členem okresního zastupitelstva za okres Heilbronn. Jeho manželkou je arcivévodkyně Andrea Habsbursko-Lotrinská, dcera korunního prince Otty. Jejich děti:
- Philipp (* 1978)[1]
- Benedikt (* 1980),[2] který na Katolické univerzitě Eichstätt-Ingolstadt vystudoval roku 2008 obor podniková ekonomika a v listopadu 2009 se stal asistentem manažera ve společnosti Salm-Salm & Partner[3]
- Dominik (* 1981)[4]
- Hemma (* 1983)[5]
- Katharina (* 1986), která se v roce 2012 provdala za Václava Lobkowicze (* 1986), syna Johannese Lobkowicze

## Příbuzné rody
Za svou dlouhou historii jsou Neippergové spřízněni s řadou českých šlechtických rodů, mimo jiné s Poly, Lobkovici a Valdštejny.